# Explorer 15
Explorer 15 – satelita naukowy amerykańskiej agencji kosmicznej NASA. Trzeci, po Explorerze 12 i Explorerze 14, statek typu S-3, serii Energetic Particle Explorer. Badał pasy Van Allena, promieniowanie kosmiczne, magnetosferę i promieniowanie wytworzone w czasie atmosferycznych i pozaatmosferycznych wybuchów jądrowych.
Na statku zamontowano zmodyfikowany zapasowy ładunek satelity Explorer 14. W jego skład wchodziły 3 zestawy detektorów do detekcji elektronów i protonów oraz dwuosiowy magnetometr. 
Po starcie nie powiodło się zmniejszenie się prędkości obrotowej statku. Przez cały czas trwania misji prędkość obrotowa wahała się od 72,9 to 73,2 obr./min. Oś obrotu skierowana była w punkt o współrzędnych niebieskich: rektascensja 80,97° i deklinacja 20,9°.
Statek był stabilizowany obrotowo i zasilany z baterii słonecznych. Telemetria wykorzystywała 16 multipleksowanych kanałów z dzielonym czasem i kodowanych PFM/PM. Czas próbkowania 16 kanałów (jedna ramka) wynosił 0,323 sekundy. Połowa kanałów służyła do przekazywania ośmiopoziomowej informacji cyfrowej. Pozostałe przekazywały dane analogowo. Podczas przetwarzania danych na ziemi, były one digitalizowane z dokładnością 1/100 całej skali. Jeden z kanałów, w cyklu 16 ramek, przekazywał dane o temperaturze statku, napięciach i prądach zasilania, itp. Tempo obrotu satelity, fazę i kąt między osią obrotu a kierunkiem Słońca mierzył cyfrowy czujnik położenia Słońca. 

## Ładunek
- Detektor na ciało stałe elektronów i protonów

Czujnikami było sześciu krzemowych złącz p-n. Mierzyły one widma energetyczne elektronów i protonów. Detektor A był czuły na elektrony o energiach z zakresu 0,5-2,8 MeV i na protony o energiach z zakresu 2,1-4 MeV. Detektory B do F również były czułe na elektrony (0,5-2,9 MeV) i protony (2,1-22 MeV). Detektory mogły pracować w dwóch trybach, umożliwiających odróżnienie elektronów od protonów. Detektory B i C umieszczony były na wystających mocowaniach umożliwiających, sumarycznie, dookólne rejestrowanie promieniowania. Pozostałe cztery czujniki zamontowane były prostopadle do osi obrotu satelity. Detektory były podłączone do 16 kanałów telemetrii analogowej poprzez preskalery i liczniki logarytmiczne. Zliczenia były gromadzone przez 0,15 sekundy, co 0,3 sekundy. Dane przesyłano w czasie rzeczywistym. Użyteczne dane zbierano do 23 grudnia 1962.
- Miernik rozkładu kątowego
- Detektor scyntylacyjny protonów i elektronów (masa 1,4 kg; zużycie energii 0,5 W, szybkość przesyłania danych 61 bps)

Mierzył kierunkowy przepływ i widma niskoenergetycznych protonów i elektronów uwięzionych w ziemskim polu magnetycznym. Elementem detekcyjnym było 5 mg sproszkowanego fosforu pokryte warstwą aluminium o grubości 100 nm. Dodatkowe absorbery zamontowano na 16 pozycyjnym obrotowym kole. Apertura instrumentu była ustawiona pod kątem 45° od osi obrotu statku. Dla każdego ustawienia koła z absorberami wykonywano 16 odczytów, tak więc każdy zestaw danych składał się z 256 ramek (jeden obrót koła trwał 80 sekund). Górny kraniec zakresu energii rejestrowanych protonów wynosił 10 MeV, a poszczególne dolne krańce to: 105, 140, 177, 254, 512, 971 i 1668 keV. Dolne krańce zakresów energii rejestrowanych elektronów: 15, 21 i 27 keV. Górny kraniec wynosił 100 keV. Instrument działał poprawnie przez cały czas trwania misji. Jednak jego rozdzielczość została zmniejszona z powodu większej niż zakładano prędkości obrotowej satelity.
- Magnetometr typu fluxgate (masa 1,451 kg; zużycie energii 0,3 W, szybkość przesyłania danych 307 bps)

Celem eksperymentu było zmierzenie wektora ziemskiego pola magnetycznego w odległości 1,5 do 3,5 promienia Ziemi. Przyrządem był dwuosiowy magnetometr typu fluxgate zamontowany na wysięgniku. Każda oś miała zakres ± 4000 nT i dokładność 40 nT. Z powodu złej prędkości obrotowej statku, otrzymane dane miały nikłą wartość naukową.
- Kierunkowy i dookólny pomiar protonów i elektronów

Składał się z dwóch detektorów z plastycznym scyntylatorem. Każdy podłączony był do osobnego, dwupoziomowego dyskryminatora impulsowo-amplitudowego. Jeden czujnik skierowany był prostopadle do osi obrotu statku i miał aperturę 16°. Zliczenia z dwóch poziomów dyskryminatora informowały o kierunkowym poziomie elektronów i protonów o energiach powyżej 500 keV. Drugi detektor był czujnikiem dookólnym i oddzielnie mierzył ilość protonów (40-110 MeV) i elektronów (>4 MeV). Zliczenia z każdego z czterech poziomów dyskryminatora były gromadzone przez 9,3 sekundy co 69 sekund. Dane z przyrządu napływały do 30 stycznia 1963.